# 이벳 윌슨
이벳 윌슨(Yvette Wilson, 1964년 3월 6일 ~ 2012년 6월 14일)은 미국의 텔레비전 배우, 영화배우, 배우이다.
로스앤젤레스에서 태어났으며 로스앤젤레스에서 사망하였다. 사인은 자궁경부암이다.

## 영화
- 돈 비 어 메니스 투 사우스 센트럴 와일 드링킹 유어 쥬스 인 더 후드 (1996년)
- 프라이데이 (1995년)